# Colobot

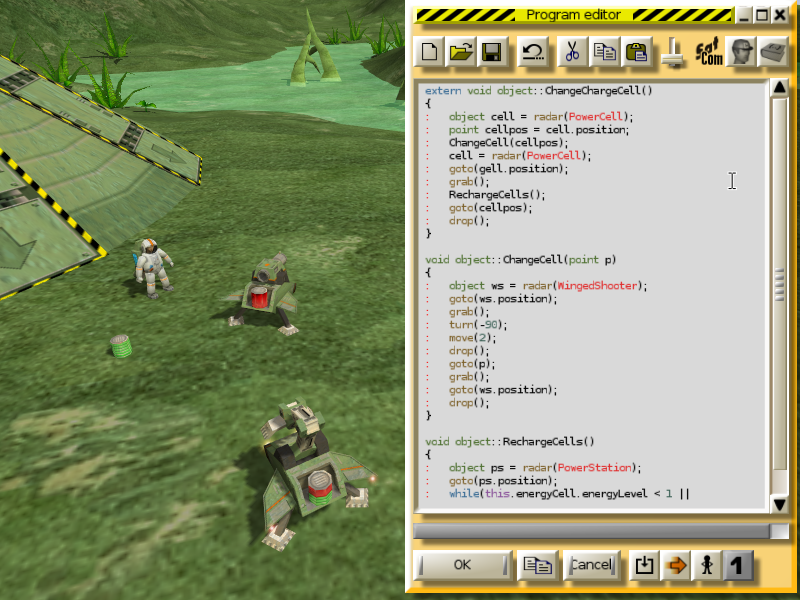
Screenshot mit der Programmieransicht rechts.

Colobot ist eine freie Lernsoftware in Form eines Echtzeit-Strategiespiels. Die Gold-Edition bezeichnet die aktuelle, freie Weiterentwicklung der ehemals proprietären Software.

## Spielidee
Der Spieler nimmt an einer Raumfahrtmission teil und bewegt sich in außerirdischen Landschaften. Der Spieler muss verschiedene Aufgaben bewältigen: Dies kann zum Teil 'konventionell' erfolgen, indem die Spielfigur und Fahrzeuge, Flugobjekte und Roboter von Hand gesteuert werden. Um erfolgreich zu sein, müssen die Roboter allerdings im späteren Spielverlauf in einer CBOT genannten Sprache programmiert werden. Dazu gibt es verschiedene Tipps und Hinweise über das Kommunikation- und Hilfesystem SatCom, das auch als Referenz für CBOT dient. Die Spielidee liegt nicht vorwiegend in taktischen Überlegungen, sondern in der Entwicklung bestimmter Lösungsansätze. Im Unterschied zu anderen Spielen dieser Gattung gibt es in Colobot keine zentrale Steuerung des Spielgeschehens, sondern jeder einzelne Roboter muss mit einem selbst erstellten Programm direkt gesteuert werden. Die Programmierung muss dabei wie bei professioneller Programmierarbeit festen Regeln folgen und gleichzeitig kreativ sein.

## Geschichte
Das Entwicklerteam TerranovaTeam erhielt den Quellcode des ursprünglich von EPSITEC entwickelten Programmes und veröffentlichte es unter einer GPL. Die aktuelle Gold Edition ist ein Remake des Originalspiels aus dem Jahr 2001.
Die Entwickler stammen vorwiegend aus Polen und formierten sich aus einer Gruppe von Colobot-Fans, die nach mehrjähriger Diskussion bei EPSITEC den Quellcode des Spiels anfragten.

## Die Programmiersprache CBOT

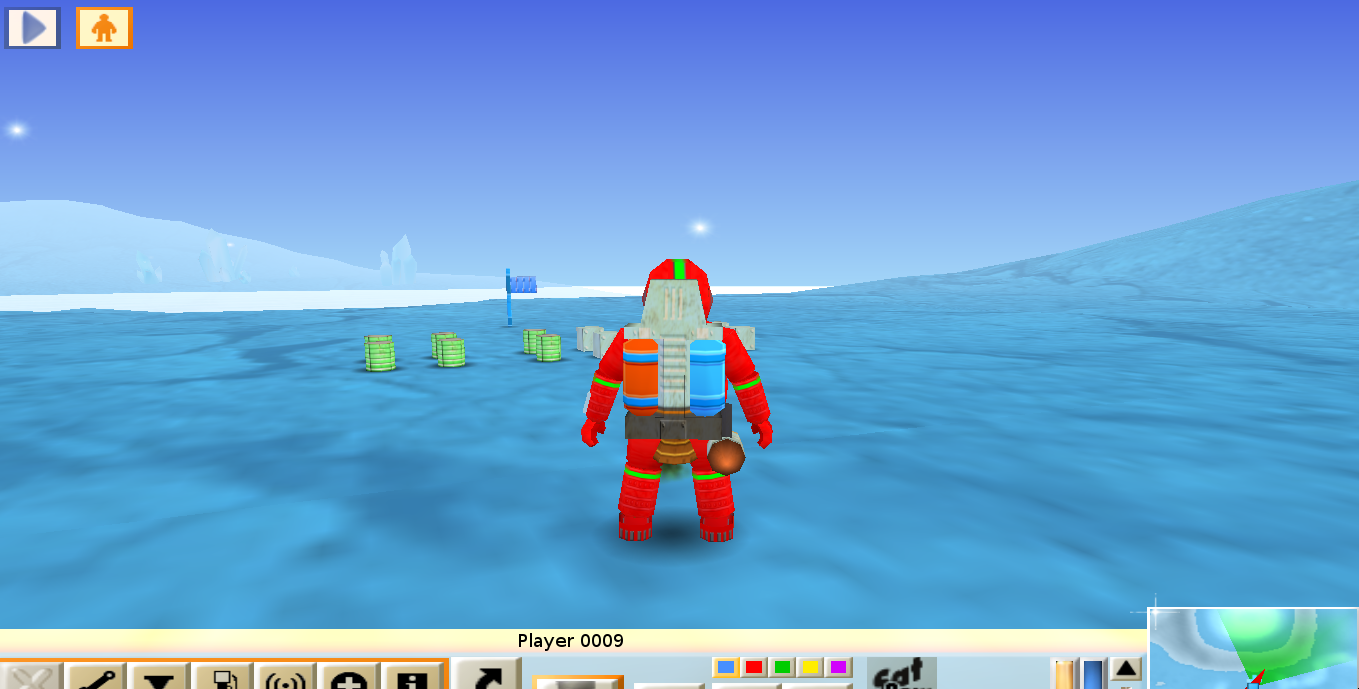
Colobot

CBOT ähnelt sehr den Programmiersprachen C++ und Java, die aus pädagogischen Gründen angepasst wurden. CBOT besteht wie jede objektorientierte Sprache aus Befehlen, Blöcken, Funktionen, Klassen, Variablen, Arrays, Ausdrücken und Bedingungen. Im spieleigenen Programmiereditor werden fehlerhafte Eingaben durch Syntaxhervorhebung markiert bzw. falsche Anweisungen nicht hervorgehoben.